# REALbasic
Realbasic es una herramienta de desarrollo visual de aplicaciones o RAD (Rapid Application Development) que utiliza el lenguaje BASIC, un lenguaje sencillo y directo. Sin embargo, no se trata del lenguaje BASIC tal y como se conocía en la década de 1980, sino que la implementación realizada por Real Software es la de un lenguaje BASIC moderno orientado a objetos, más parecido a lo que podemos conocer de otros lenguajes similares como puedan ser Java o Delphi.
Cuando se crea un programa (ya sea en realbasic para linux, windows o mac), el mismo código fuente puede usarse tanto para compilar la aplicación en Mac OS Classic, Mac OS X, Windows y Linux, ya que se puede compilar para las tres plataformas con sólo un clic (sin tener que migrar el código a otro lenguaje). Por ello podemos aprovechar esta herramienta para hacer aplicaciones multiplataforma.

## Ejemplo de código
El siguiente ejemplo establece una conexión remota con una base de datos MySQL:
```
Dim
 
dbEjemplo
 
As
 
MySQLCommunityServer

dbEjemplo
 
=
 
New
 
mySQLCommunityServer

dbEjemplo
.
Host
 
=
 
"192.168.1.100"

dbEjemplo
.
Port
 
=
 
3306

dbEjemplo
.
DatabaseName
 
=
 
"Ejemplo"

dbEjemplo
.
UserName
 
=
 
"Usuario"

dbEjemplo
.
Password
 
=
 
"Contraseña"

If
 
dbEjemplo
.
Connect
 
Then

  
//
 
Operaciones
 
sobre
 
la
 
base
 
de
 
datos
.

Else

  
MsgBox
 
"No se ha podido conectar con la base de datos."

End
 
If

```